# Пурі (страва)
Пурі — смажений у фритюрі хліб. виготовлений з прісного цільнозернового борошна, що походить з Індійського субконтиненту. Їдять його на сніданок або як закуску. Зазвичай його подають з пікантним каррі або бхаджі, як у пурі бхаджі, але його також можна їсти разом із солодкими стравами.

## Назва
Назва пурі походить від санскритського слова पूरिका (пуріка), від पुर (пура) «наповнений». Він має подібну назву у багатьох азійських мовах, зокрема: гуджараті: પૂરી, асс. পুৰি (пурі), бенг. পুরি (пурі), гінді पूड़ी (pūḍī), маратхі पूरी (pūrī), каннада ಪೂರಿ (пурі), малаял. പൂരി , бірм. ပူရီ (pūrī), неп. पूरी (пурі), орія ପୁରି (пурі), пенджаб. ਪੁੜੀ (pūḍī), там. பூரி (пурі), тел. పూరి (Puri), урду پوری (пурі)

## Інгредієнти
Пурі готуються з пшеничним борошном, або атта (цільнозернове борошно), або сооджі (борошно грубого помелу). У деяких рецептах до тіста додають насіння аджвана, насіння кмину, шпинату або гуньби. Тісто або розкатують у невеликі кола, або розкочують і вирізають невеликими кружечками, а потім смажать у фритюрі на топленому маслі або олії. Під час смаження пурі роздувається, як кулька, оскільки волога в тісті перетворюється на пар, який розширюється в усі боки. Коли вони стають золотисто-коричневого кольору, їх виймають і подають гарячими, або зберігають для подальшого використання (як паніпурі). Пурі можна проколоти вилкою, щоб зробити плоский пури для чаат чи бхел пурі. Проколоте пурі не піднімається, коли готується.
Пурі
Індійський смажений хліб на 4 особи, 1974 калорії
ПРОДУКТИ
2 чашки борошна дрібного помелу
3/4 чашки манної крупи
11/4 чашки води щіпка солі
1 ст. ложка рослинної олії рослинна олія для смаження
Просійте борошно, змішайте з  манною крупою і сіллю, утріть рослинну олію, влийте воду і замісіть тісто. Тісто має бути еластичним та досить вологим.
З невеликого шматка тіста зробіть кульку, вмочіть її в олії і розкачайте в корж діаметром 7-8 см.
Смажте в киплячому маслі, (Щоб перевірити, чи достатньо масло розігрілося, киньте в нього шматочок тіста. Якщо тісто здувається, температура масла достатня.) Кожен корж смажать окремо. Щоб пурі не здувалися, під час смаження їх притискають лопаткою.
Підсмажені коржики поставте вертикально і дайте стекти олії.
Пурі дуже ситні, їх подають на стіл з улюбленим каррі
Поради
При надто високій температурі олії коржі згорять, а при недостатній - тісто не підніметься.
Щоб пурі вийшли м'якими та пишними, важливо приготувати тісто потрібної консистенції - воно має бути м'яким, однорідним та достатньо вологим.

## Подача

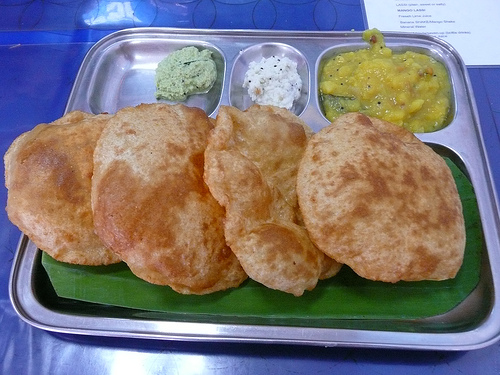
Індійська пурі на теці

Найчастіше пурі подають як сніданок та закуски. Його також подають як частину церемоніальних ритуалів разом з іншою вегетаріанською їжею, що пропонується як прасада.
Пурі можна вживати в їжу з великою кількістю дип-соусів, в тому числі корма, чана масала, дал, каррі на основі картоплі, шрікхенд і басунді. У деяких частинах Індії пурі подають із змішаною овочевою стравою, яку готують під час пуджі. Пурі також їдять із солодкими додатками, таким як фірні (десерт, приготовлений з рисом, молоком та цукром) або халва (в індійськомовних регіонах вираз «Халва пурі хана», «їсти пурі з халвою», означає скромне святкування). Пурі часто подають для фестивалів та урочистих випадків.
На східному узбережжі (Андра, Тамілнад) його рідко їдять з вегетаріанськими стравами.

## Типи, варіанти
Різновидом пурі є бхатура, який у три рази перевищує пурі та подається з чолі (гострим горохом). Часто це повноцінне харчування (чоле бхатуре). Хліб бхатоура складається з дріжджів і прісного тіста.
Сев пурі — це індійська закуска, яку пропонують вуличні продавці, які подають чаат.

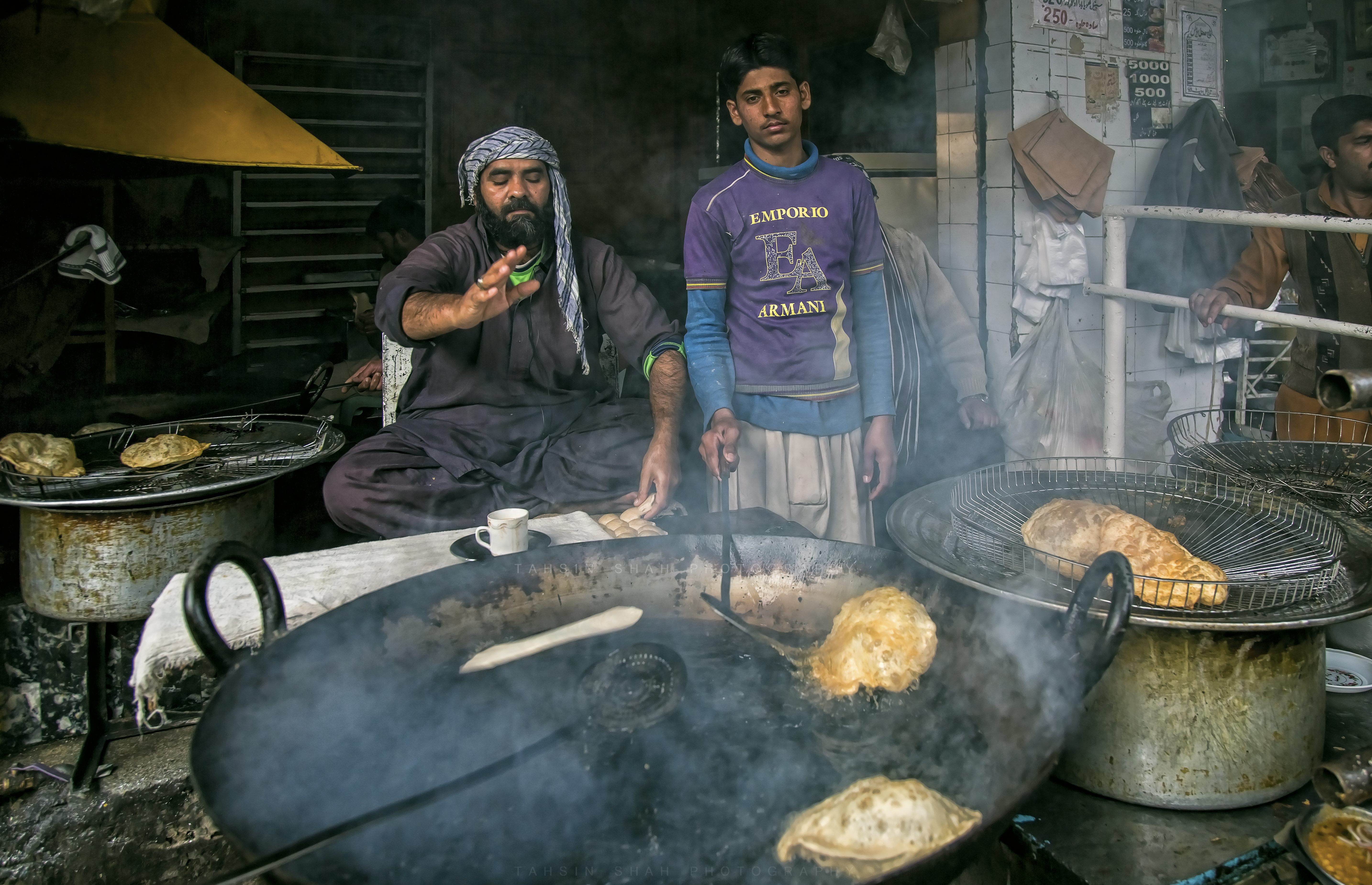
Смажать пурі в Пакистані
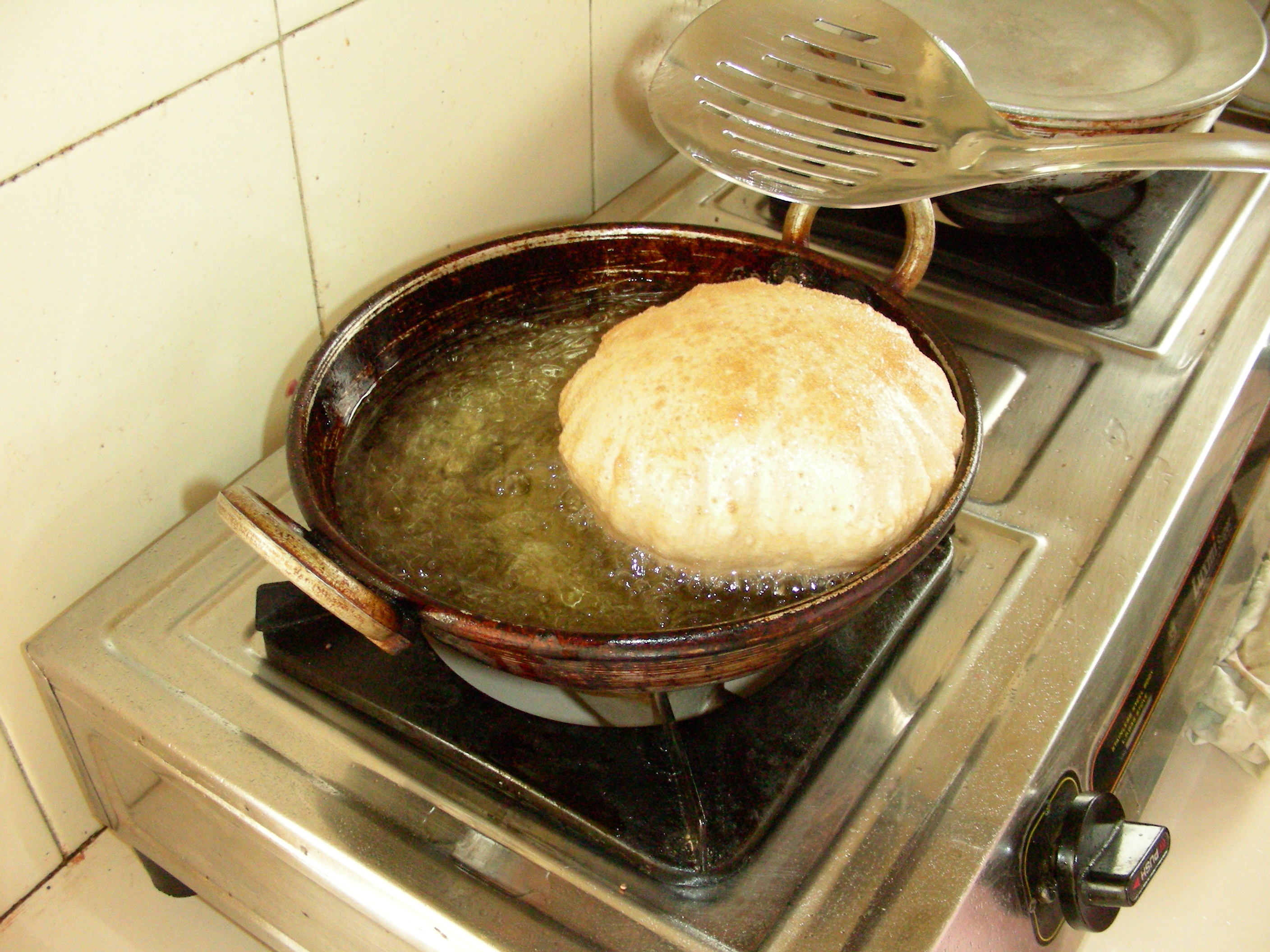
Пурі традиційно смажать у фритюрі.
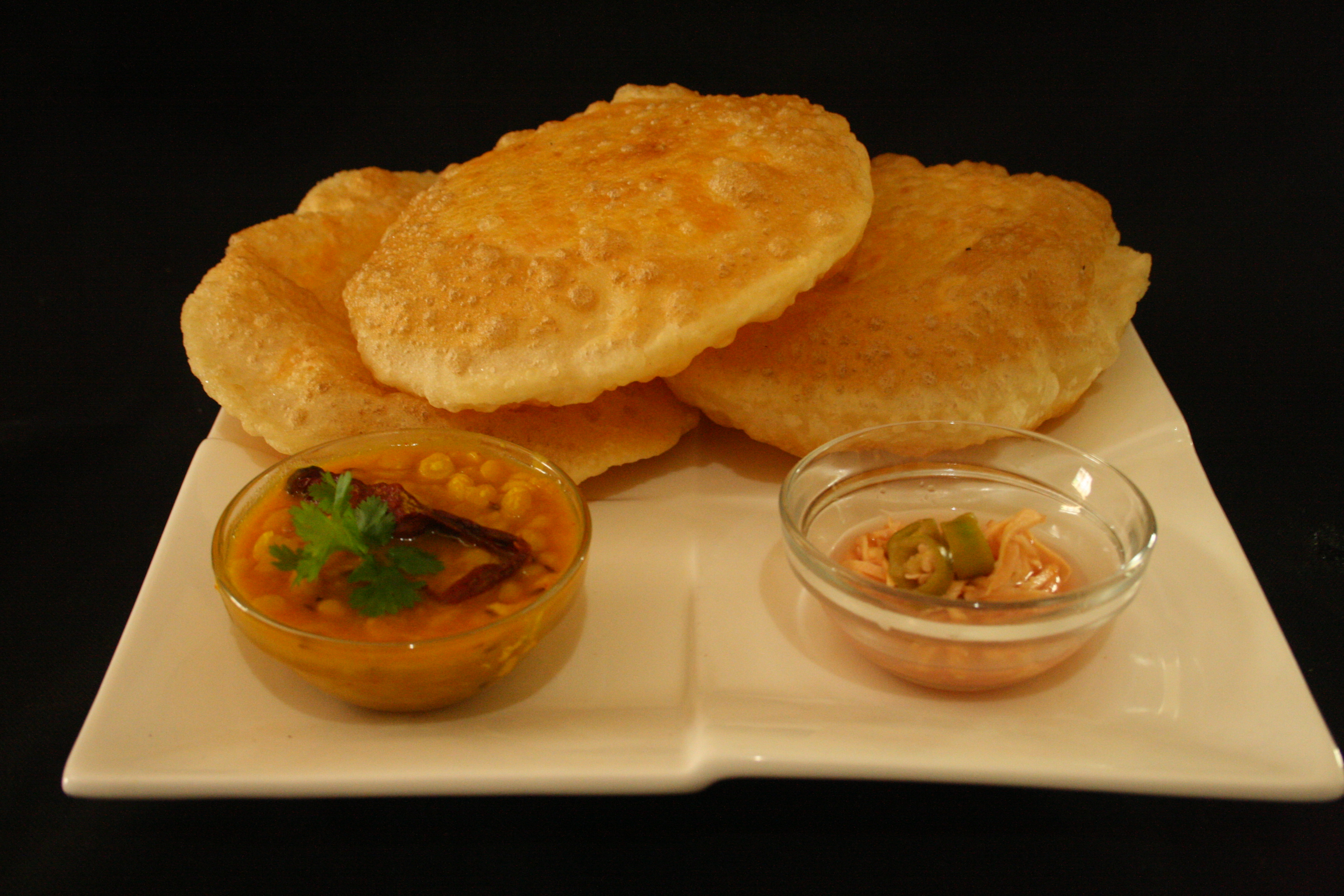
Дал пурі, традиційна бенгальська версія
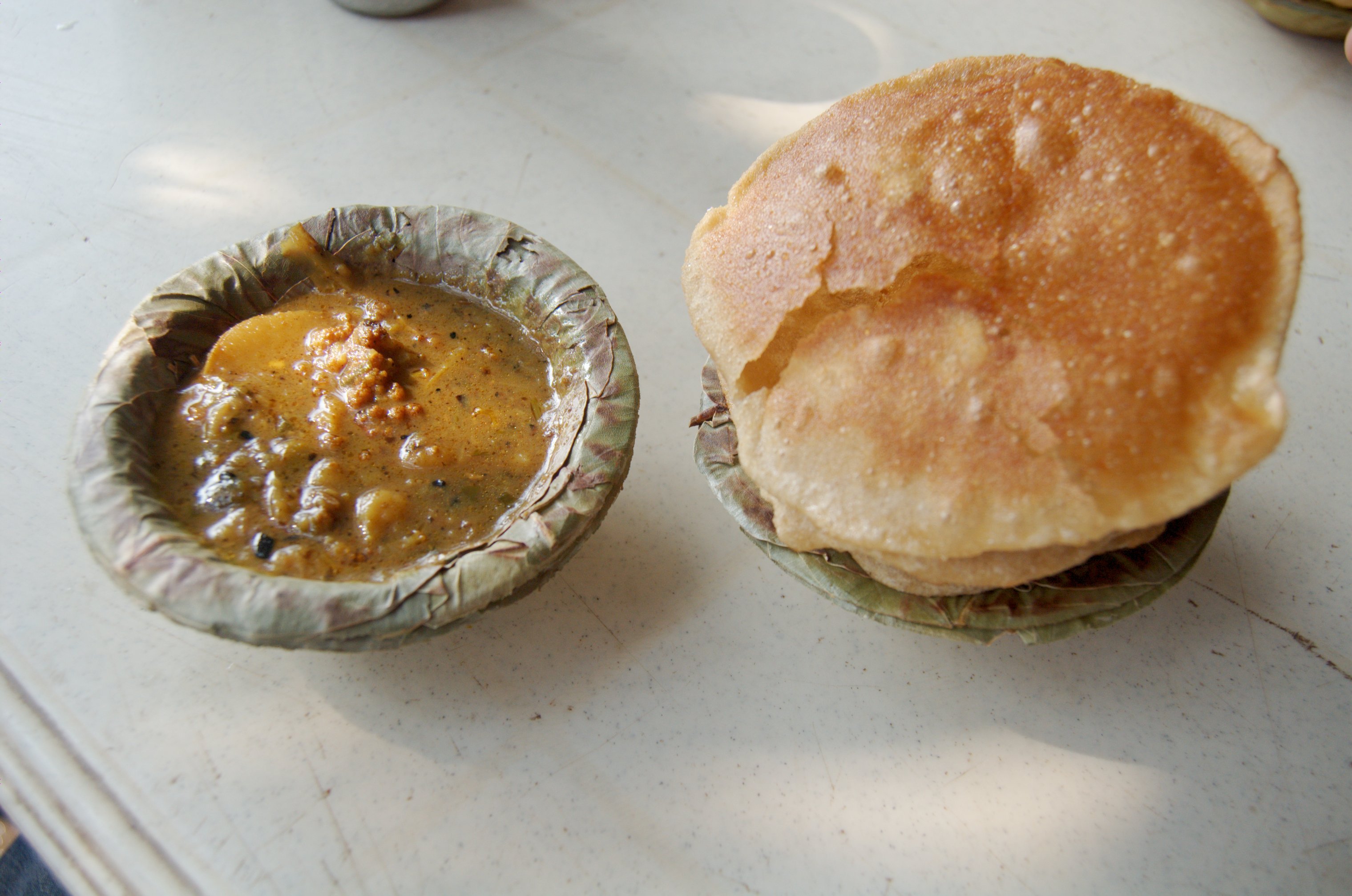
Алоо Пурі, типова ранкова закуска, Варанасі
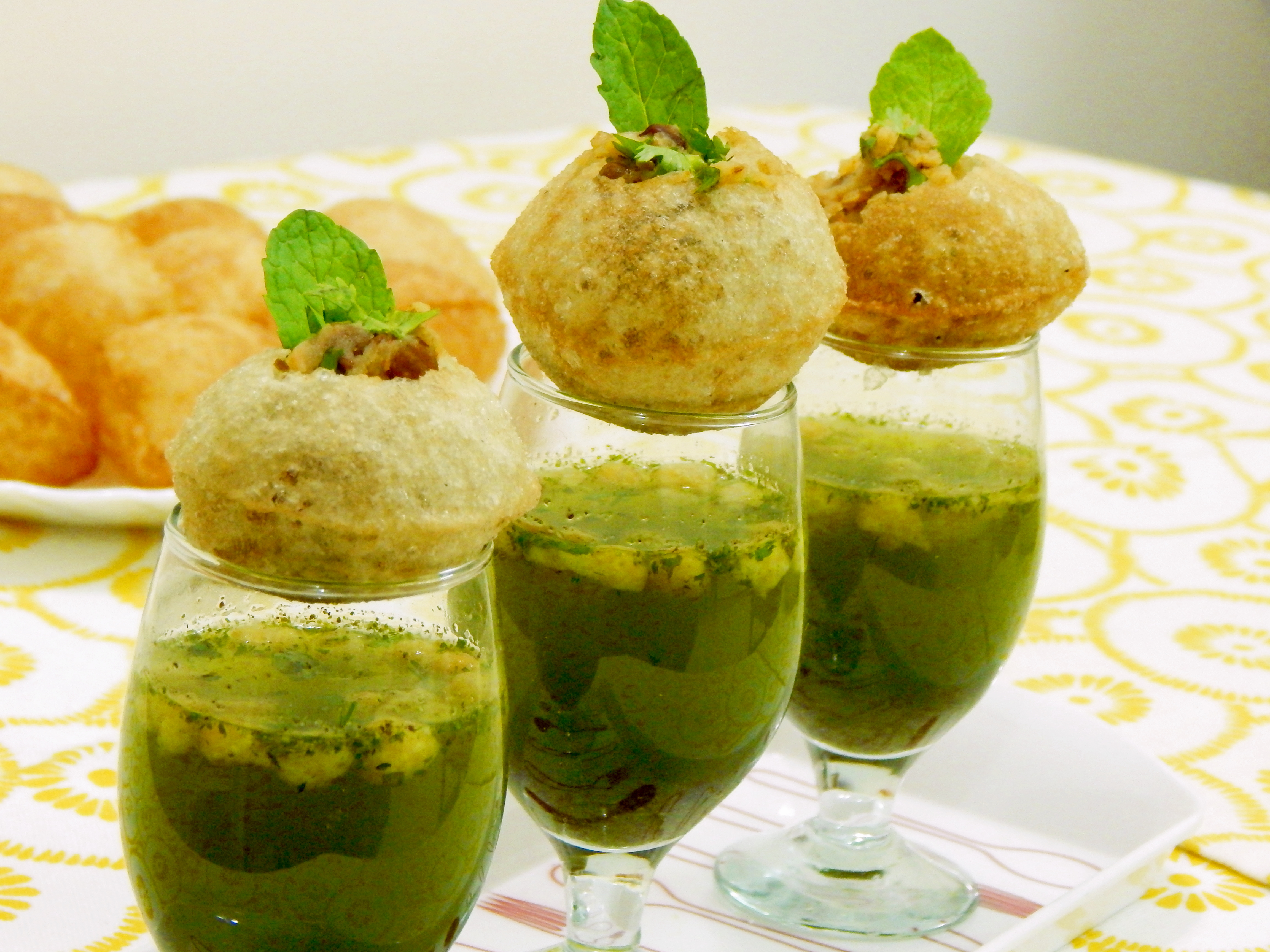
Міні-пурі є частиною закуски з паніпурі.
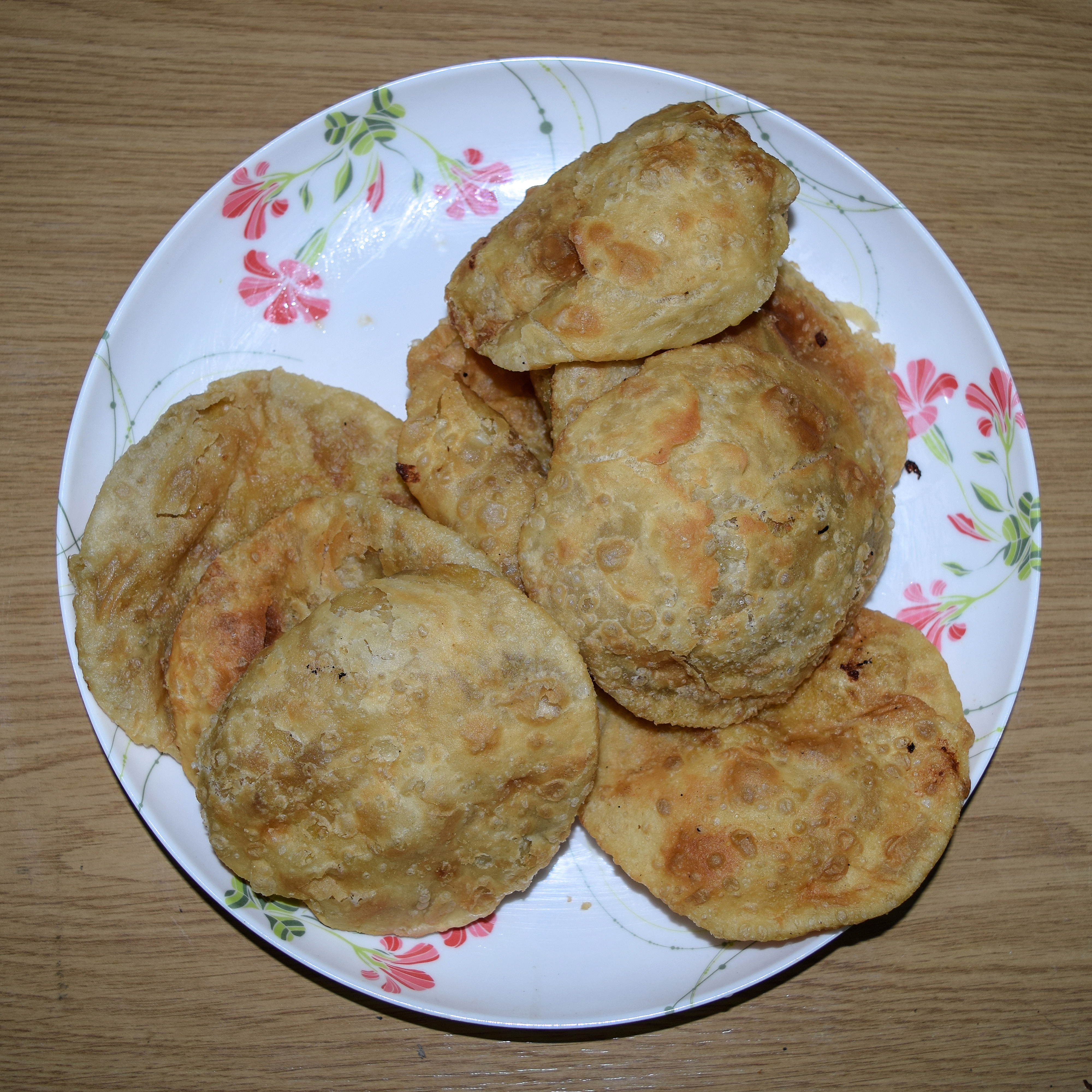
Даал пурі, Бангладеш
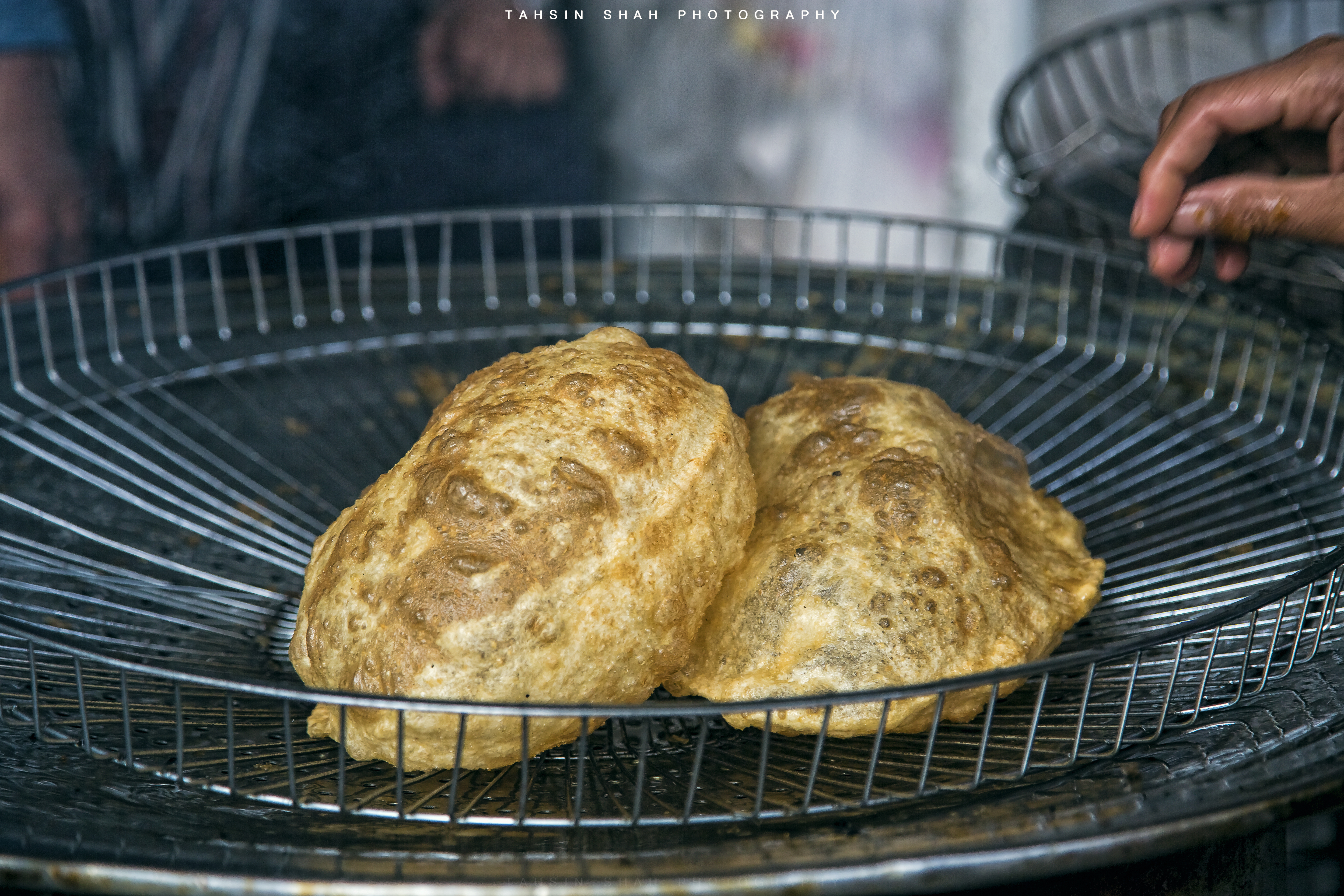
Тонкий хліб смажать на олії і їдять з каррі з нуту